# Pleione (botanica)
Pleione D.Don, 1835 è un genere di piante della famiglia delle Orchidacee (sottofamiglia Epidendroidae, tribù Arethuseae).

## Distribuzione e habitat
Il genere è diffuso in Tibet, India del nord, Thailandia, Birmania, Vietnam del Nord, Laos, Cina meridionale e Taiwan.
Comprende orchidee epifite, litofite e terrestri, con pseudobulbo unico, che vivono immerse nel muschio su tronchi di albero, su speroni rocciosi e in alcuni casi su terreni soffici ricchi di fogliame in decomposizione ad altezze comprese fra 600 e 3000 m.
Tutte le specie godono di regime climatico monsonico con inverni freddi e secchi ed estati non troppo calde, umide e molto piovose. Per questo motivo sono caratterizzate da un periodo di riposo invernale da due a quattro mesi nei quali lo pseudobulbo perde la foglia e protetto dal fitto muschio affronta temperature prossime, ed in alcuni casi estremi, inferiori allo zero.

## Tassonomia
Il genere Pleione comprende le seguenti specie:
- Pleione albiflora P.J.Cribb & C.Z.Tang
- Pleione arunachalensis Hareesh, P.Kumar & M.Sabu
- Pleione aurita P.J.Cribb & H.Pfennig
- Pleione autumnalis S.C.Chen & G.H.Zhu
- Pleione bubocodioides (Franch.) Rolfe
- Pleione chunii C.L.Tso
- Pleione coronaria P.J.Cribb & C.Z.Tang
- Pleione dilamellata Z.J.Liu, O.Gruss & L.J.Chen
- Pleione formosana Hayata
- Pleione forrestii Schltr.
- Pleione grandiflora (Rolfe) Rolfe
- Pleione hookeriana (Lindl.) Rollisson
- Pleione humilis (Sm.) D.Don
- Pleione jinhuana Z.J.Liu, M.T.Jiang & S.R.Lan
- Pleione kaatiae P.H.Peeters
- Pleione limprichtii Schltr.
- Pleione maculata (Lindl.) Lindl. & Paxton
- Pleione microphylla S.C.Chen & Z.H.Tsi
- Pleione pleionoides (Kraenzl.) Braem & H.Mohr
- Pleione praecox (Sm.) D.Don
- Pleione saxicola Tang & F.T.Wang ex S.C.Chen
- Pleione scopolorum W.W.Sm.
- Pleione vietnamensis Aver. & P.J.Cribb
- Pleione yunnanensis (Rolfe) Rolfe

### Ibridi
Sono stati descritti i seguenti ibridi naturali:
- Pleione × baoshanensis W.Zhang & S.B.Zhang
- Pleione × christianii Perner
- Pleione × confusa P.J.Cribb & C.Z.Tang
- Pleione × kingdonwardii P.J.Cribb & Butterf.
- Pleione × kohlsii Braem
- Pleione × lagenaria Lindl. & Paxton
- Pleione × maoershanensis W.Zhang & S.B.Zhang
- Pleione × taliensis P.J.Cribb & Butterf.